# Hans Bisig

Hans Bisig (1992)

Hans Bisig (* 27. April 1942 in Lachen, heimatberechtigt in Einsiedeln) ist ein Schweizer Politiker (FDP).
Bisig war von 1972 bis 1984 im Kantonsrat des Kantons Schwyz, wo er von 1976 bis 1979 die  Fraktion der LVP (FDP) präsidierte. Später war er Präsident der LVP (1984 bis 1991). Weiter war er von 1988 bis 1992 als Bankrat bei der Schwyzer Kantonalbank tätig. Per 25. November 1991 rückte er in den Ständerat ein und hatte dort Einsitz in mehreren Kommissionen, die er zum Teil auch präsidierte. Am 5. Dezember 1999 schied er aus dem Amt aus.
Der diplomierte Architekt (Ausbildung an der ETH Zürich) ist verheiratet und hat zwei Kinder. Er wohnt in Lachen. In der Schweizer Armee ist er Oberleutnant.